# William Hill Brown

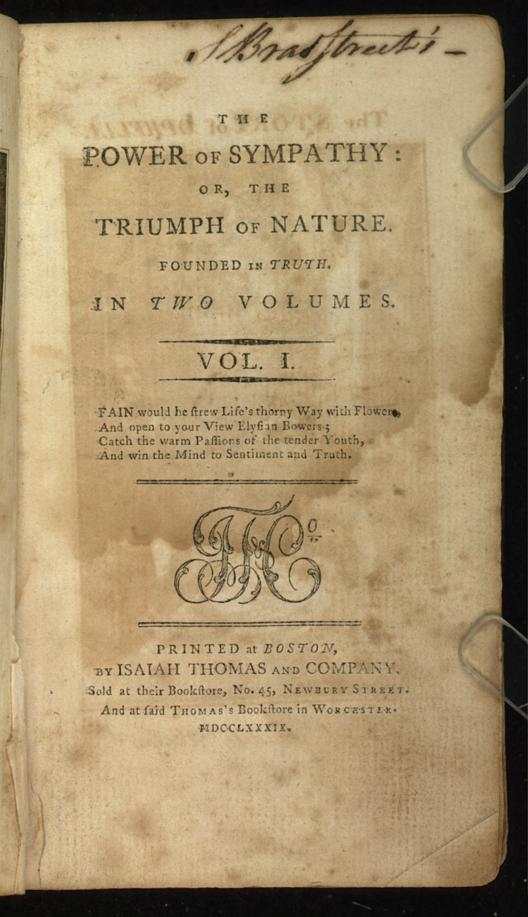
The Power of Sympathy, titelpagina

William Hill Brown (Boston, november 1765 - Murfreesboro, 2 september 1793) was een Amerikaanse roman- en dramaschrijver. Hij wordt beschouwd als de auteur van de eerste echte Amerikaanse roman, The Power of Sympathy, or the Triumph of Nature Founded in Truth (1789). Enkele van zijn andere werken zoals Ira and Isabella; or, The Natural Children (1807) en de tragedie West Point Preserved zijn postuum verschenen. Ook schreef Brown een essay getiteld "The Reformer", dat werd gepubliceerd in het Massachusetts Magazine van Isaiah Thomas. 
Over Browns persoonlijke leven is zeer weinig bekend. Naast enkele inscripties in boeken is alleen een brief die hij op 29 april 1784 aan een vriend schreef bewaard gebleven. De inhoud doet vermoeden dat Brown klein en mager van postuur was. Ook heeft hij het hier over een ziekte waardoor hij maandenlang binnen moest blijven. 